# Burzum (Album)
Burzum ist das Debütalbum des gleichnamigen Soloprojektes von Varg Vikernes, einem Vertreter eines rechtsextrem ausgelegten Neuheidentums. Das Black-Metal-Album wurde 1992 auf Øystein Aarseths Label Deathlike Silence Productions (DSP) veröffentlicht und 1995 von Misanthropy Records zusammen mit der Aske-EP neu aufgelegt. Es gilt als einer der Meilensteine der zweiten Black-Metal-Welle aus Norwegen.

## Entstehungsgeschichte
Varg Vikernes lernte Øystein Aarseth, genannt Euronymous, in den frühen 1990er Jahren in dessen ehemaligem Plattenladen Helvete (norw. ‚Hölle‘) in Oslo kennen. Vikernes, der eigentlich aus Bergen stammt, besuchte den Szenetreff des Öfteren. Zwischen ihm, Aarseth und den restlichen Mitgliedern der Band Mayhem entwickelte sich eine Freundschaft. Jan Axel Blomberg (Hellhammer), Schlagzeuger von Mayhem, äußerte sich dazu:

„Er gefiel mir sofort, als ich ihn das erste Mal im Helvete gesehen hatte. Er war kein Arschkriecher wie andere, sondern hatte seinen eigenen Kopf. Auch Euronymous mochte ihn sehr und am Anfang haben sich die beiden schon fast gegenseitig verehrt.“

Vikernes entwickelte sich in der Folgezeit zu einer Schlüsselfigur des sogenannten „Inner Circle“ der norwegischen Black-Metal-Szene. Aarseth hatte zu dieser Zeit das Label Deathlike Silence Productions gegründet und nahm auch Vikernes’ Soloprojekt Burzum unter Vertrag, das bis zu diesem Zeitpunkt zwei Demos mit Instrumentalstücken veröffentlicht hatte. Der Name Burzum entstammt der Schwarzen Sprache, die J. R. R. Tolkien für Der Herr der Ringe erfand: Burzum bedeutet ‚Dunkelheit‘ (Bûrz ‚dunkel‘, -um [Nominalisierungssuffix]): The ‚darkness‘ of the Christians was of course my ‚light‘. So all in all it was natural for me to use the name Burzum.
Auf Grund der finanziellen Notlage Aarseths verzögerten sich die Aufnahmen immer wieder. Vikernes’ Mutter Lene Bore übernahm zu einem Großteil deren Finanzierung. Diese fanden im Januar 1992 im Grieghallen Lydstudio statt, das Eirik „Pytten“ Hundvin gehörte. Das Studio wurde gewählt, weil es nahe an Vikernes’ Wohnort gelegen war und er Hundvin noch aus der Zeit bei seiner früheren Band Old Funeral kannte. Hundvin produzierte das Album unter Mithilfe von Vikernes selbst; Aarseth trat als Co-Produzent auf.
Kolgrim, ein Ex-Mitglied von Vikernes’ alter Band, stellte sein Schlagzeug zur Verfügung. Die Instrumente des Albums wurden komplett von Vikernes eingespielt. Lediglich das Gitarrensolo von War, sowie die Hintergrundgeräusche, die mit einem Gong erzeugt wurden, spielte Aarseth ein. Um einen möglichst rohen und ungeschliffenen Klang zu erzeugen, wurde minderwertiges Equipment, so zum Beispiel ein defekter Marshallverstärker, verwendet. Der Gesang wurde über einen Kopfhörer eingesungen. Laut Vikernes wurde das Album in nur 19 Stunden aufgenommen und auch gemastert. Sämtliche Titel des Albums wurden im ersten Take eingespielt.
Zu Werbezwecken wurde im Februar ein Promotiontape mit den Stücken Feeble Screams from Forests Unknown und Ea, Lord of the Depths veröffentlicht, das Album folgte im März 1992.

## Nach der Veröffentlichung
Spätestens nach der Veröffentlichung des Debütalbums entwickelte sich der „Inner Circle“ um die beiden Protagonisten Aarseth und Vikernes zu einer kriminellen Vereinigung, auf deren Konto mehrere Kirchenbrandstiftungen und Anschläge auf diverse Mitglieder verfeindeter Musikgruppen gingen. So wurde beispielsweise das Haus des Therion-Sängers Christofer Johnsson angezündet. Die Tat beging vermutlich ein 18-jähriges Mädchen namens Suuvi Mariotta Puurunen, die „den Grafen“, wie sie Vikernes in Anlehnung an sein damaliges Pseudonym Count Grishnackh liebevoll nannte, verehrte und als ihren „Führer“ ansah. Bevor sie das Feuer legte, ritzte sie mit einem Messer die Worte „Der Graf war hier und wird zurückkommen.“ an die Tür. Dorthin heftete sie auch ein signiertes Schallplattencover des Burzum-Albums. Da einer der Hausbewohner das Feuer rechtzeitig bemerkte, konnte Schlimmeres verhindert werden. Auch Vikernes selbst radikalisierte sich und prahlte öffentlich in der Bergener Tageszeitung Bergens Tidende mit den Verbrechen, die er und der Inner Circle begangen hatten. Er erhoffte sich dadurch Werbung für das zweite Album. Im Januar 1993 wurde er das erste Mal verhaftet. Ihm wurden mehrere versuchte und begangene Brandstiftungen zur Last gelegt. Mangels Beweisen wurde er im März 1993 wieder freigelassen.

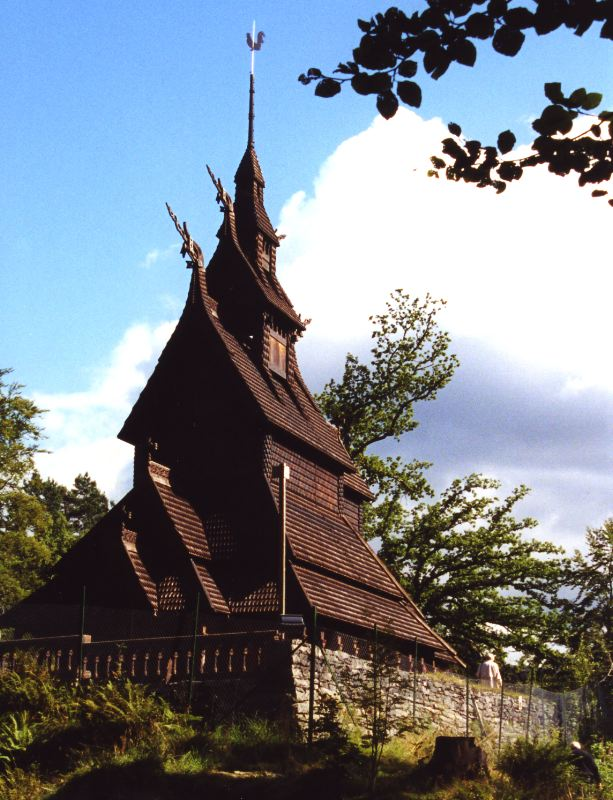
Stabkirche Fantoft nach Wiederaufbau

Im März 1993 wurde die im August 1992 aufgenommene Aske-EP (norw. ‚Asche‘) veröffentlicht, auf der eine Neueinspielung von A Lost Forgotten Sad Spirit zu finden ist. Auf dem Cover der EP befindet sich eine Fotografie der Ruinen der Stabkirche Fantoft, die bei einem Brandanschlag am 6. Juni 1992 völlig niederbrannte. Der EP wurde ein Feuerzeug beigelegt, auf dem dieses Cover zu sehen war.
Während der Haftzeit spitzte sich die Situation zwischen Aarseth und Vikernes zu; Vikernes behauptete, Aarseth habe ihm die Tantiemen vom ersten Album und der EP vorenthalten und die Schulden bei seiner Mutter nicht beglichen. Am Morgen des 10. August 1993 wurde Aarseth von Vikernes ermordet. Dieser wurde in der Folge zu 21 Jahren Haft – der norwegischen Höchststrafe – verurteilt. Zur Last gelegt wurde ihm nicht nur der Mord an Aarseth, sondern auch Brandstiftung an drei Kirchen, versuchte Brandstiftung an einer weiteren Kirche sowie der Besitz von Waffen und Sprengstoff. Vikernes wurde nie der Brandstiftung an der Stabkirche Fantoft überführt, deren Ruinen auf der Aske-EP zu sehen waren.

## Neuauflage
In seiner ursprünglichen Version wurde das Debütalbum nicht offiziell wiederveröffentlicht. Stattdessen erschien nach dem Ende von Deathlike Silence Productions 1995 Burzum/Aske bei Misanthropy Records im Digipak und auf LP. Burzum/Aske war die dritte Veröffentlichung des Labels, das eigens für die Burzum-Alben gegründet worden war. Die ersten beiden Veröffentlichungen waren die Wiederveröffentlichung des im August 1993 erschienenen zweiten Burzum-Albums Det som engang var und dessen Nachfolger Hvis lyset tar oss (1994). 1998 erschien eine, auf 1000 Exemplare limitierte, Box unter dem Titel 1992-1997, die alle Veröffentlichungen zwischen 1992 und 1997 als Picture-LPs enthielt.
Gegenüber dem Debütalbum wurden alle Hinweise auf Aarseth entfernt, ebenso die alte Version von A Lost Forgotten Sad Spirit und sämtliche Fotos. Stattdessen enthält es die Lieder der Aske-EP und neben den englischen und norwegischen Texten zusätzlich eine deutsche Übersetzung. Das Cover des Debüts wurde in einer etwas aufgehellten Version erneut verwandt, das Cover der EP wurde auf einen kleinen Aufkleber gedruckt und ist außerdem auf dem CD-Aufdruck zu sehen.
Auf der ursprünglichen Version hatten sich mehrere Fehler in der Titelliste und (bei der LP-Version) den Liedtexten eingeschlichen, die auf der Neuauflage korrigiert wurden. Ea, Lord of the Deeps lautet eigentlich Ea, Lord of the Depths. Bei Black Spell of Destruction wurde das „Black“ weggelassen.

## Artwork
Das Cover wurde von Jannicke Wiese-Hansen erstellt. Das Artwork basiert auf einem Rollenspielbuch der AD&D-Serie namens The Temple of Elemental Evil und zeigt eine schemenhaft erkennbare Person in Robe, die in einer grauen Landschaft steht. Varg Vikernes sorgte dafür, dass im Inneren ein Foto von ihm verwendet wurde, auf dem er nicht bzw. kaum zu erkennen ist. Um seine Identität zu verschleiern, übernahm er zusätzlich das Pseudonym Count Grishnackh in Anlehnung an den Ork Grishnákh aus dem Buch Der Herr der Ringe von J. R. R. Tolkien. Auf der LP-Version sind die Texte abgedruckt.

## Titelliste
A-Seite (Side Hate)
1. Feeble Screams from Forests Unknown – 7:28
2. Ea, Lord of the Deeps – 4:52
3. Black Spell of Destruction – 5:39
4. Channelling the Power of Souls into a New God – 3:27

B-Seite (Side Winter)
1. War – 2:30
2. The Crying Orc – 0:57
3. A Lost Forgotten Sad Spirit – 9:10
4. My Journey to the Stars – 8:10
5. Dungeons of Darkness – 4:51

## Musikstil
Im Gegensatz zu den späteren Alben von Vikernes ist dieses stark von der sogenannten ersten Welle des Black Metal aus den 1980er Jahren beeinflusst. Insbesondere Hellhammer und Bathory sind als Einflussgrößen zu nennen. Die Lieder sind fast durchgehend monoton gehalten und verzichten meist auf Rhythmuswechsel und anspruchsvolle Gitarrensoli. Die Produktion des Albums ist bewusst primitiv gehalten und verleiht ihm einen zusätzlichen roheren Klang. Sie wurde absichtlich so gehalten, um sich von den damaligen glatten und technisch perfekten Produktionen im Death Metal abzusetzen und einen eigenen, unverwechselbaren Sound zu erzeugen.
Das Album beginnt mit einem kurzen Synthesizer-Intro. Einige Lieder, wie Feeble Screams from Forests Unknown und Ea, Lord of the Depths, sind sehr schnell und mit durchgehender Doublebass ausgestattet. Über allem liegt das Black-Metal-typische Screaming von Varg Vikernes. Spell of Destruction ist recht langsam gehalten. Channeling the Power of Souls into a New God ist ein (fast) reines Instrumentalstück, das komplett am Synthesizer entstand und an Ambient-Klänge erinnert. Sie sind erste Experimente für den Musikstil, dem Vikernes sich auf seinen beiden Alben Dauði Baldrs (1997) und Hliðskjálf (1999) bemächtigte. Am Ende des Stücks ist die Aufforderung Worship me! (engl. ‚Verehre mich!‘) als Flüstern zu vernehmen.
War ist ein uncharakteristisches Stück für Burzum. Es ist mit seinen 2 Minuten 30 Sekunden recht kurz gefasst und verarbeitet Einflüsse aus dem Heavy Metal und dem Thrash Metal. Das relativ simple Riffing erinnert an Punk-Musik und macht das Lied eingängig. Vikernes nennt Bathory als Einfluss auf das Lied. The Crying Orc ist das zweite Instrumental-Stück des Albums, diesmal für die Gitarre. Es ist ruhig und melodisch. A Lost Forgotten Sad Spirit ist mit seinen 9 Minuten das längste Stück des Albums. Es wurde im langsamen Tempo eingespielt, verfügt über wenig Tempowechsel und basiert größtenteils auf demselben Riff. My Journey to the Stars hingegen besteht aus mehreren Tempowechseln. Dungeons of Darkness, ein weiteres Instrumentalstück, ist erneut sehr monoton. Vikernes schrieb dieses Lied zusammen mit Aarseth. Es beendet die Erstveröffentlichung des Albums.

## Texte
Die Texte behandeln hauptsächlich düster gehaltene Fantasy-Geschichten, Inspiration waren vor allem das Rollenspiel AD&D und das Fantasy-Werk Der Herr der Ringe. Später versuchte der mittlerweile als Rechtsextremist und Neopaganist auftretende Vikernes die Texte auf die nordische Mythologie umzudeuten. Entgegen seinem früheren Image stritt er satanistische Tendenzen u. a. in einem Interview im englischen Extreme-Metal-Magazin Terrorizer und auf diversen Fan-Pages im Internet ab.
Obwohl die Texte in Versform verfasst wurden, existieren Reime nur bei dem Stück War. Manche Textzeilen enthalten häufig lediglich einzelne Worte in Form einer Assoziationskette, die zusammen den Grundbestandteil der Geschichte ergeben. Als Beispiel können hier die Eröffnungsverse von Feeble Screams from Forests Unknown in der deutschen Übersetzung dienen:

„Schwebend / In der Luft / Ueber einem kalten See / Ist eine Seele / Aus einer frueheren / Besseren Zeit / Greifend nach einem / mystischen Gedanken / Vergebens … aber wer weiss.“

Wiederkehrende Themen, die sich durch das gesamte Album ziehen, sind die Suche nach einer früheren, besseren Zeit, sowie Magie und Düsternis. Die Texte sind emotionslos gehalten und dienen lediglich der Beschreibung des Inhalts. Sie enthalten darüber hinaus menschenfeindliche, apokalyptische Visionen („Die Tragödie der Welt / wird an meinem Festtag serviert“ – Spell of Destruction, „Dunkelheit, Hass und Winter / regiert die Erde als ich zurückkehre“ – My Journey to the Stars). Ein tiefes Gefühl der Hoffnungslosigkeit durchzieht das ganze Album („Die hoffnungslose Seele / wartet weiter“ – Feeble Screams from Forests Unknown), das immer wieder durch kriegerische Aussagen unterbrochen wird („Und doch dürfen wir nie aufgeben“ – War, „Höre mein Schwert“ – Spell of Destruction).
Feeble Screams from Forests Unknown wird von Vikernes heute als Quintessenz seines damaligen Schaffens bezeichnet. Alle weiteren Lieder seien nur „Fußnoten“. Inhaltlich beschreibt das Lied die Reise einer uralten Seele, die versucht, ein Tor zu öffnen und daran scheitert. Das Lied endet mit der Zeile The hopeless soul keeps mating (engl. ‚Die hoffnungslose Seele pflanzt sich weiter fort.‘). Aarseth änderte beim Übertragen dieser Zeile auf den Textteil der Erstveröffentlichung den Begriff „mating“ in „waiting“ um (Progressivform von engl. wait ‚warten‘). Auch auf der Auflage von Misanthropy Productions ist dieses Phänomen noch zu beobachten.
Ea, Lord of the Depths handelt von der sumerischen Gottheit Ea, die als „Herr der Erde“ gilt und die Form eines Seemonsters hat. In einem späteren Interview behauptete Vikernes, dabei würde es sich um den mesopotamischen Aquarius handeln und brachte ihn in Bezug zu Odin, der wiederum der „nordische Aquarius“ sei. Fenriz von Darkthrone benutzte das Stück 2004 für seine Black-Metal-Compilation Fenriz Presents… The Best of Old-School Black Metal.
Black Spell of Destruction handelt von einem „Fluch der Zerstörung“, der die Vernichtung der Welt glorifiziert. Der Fluch heißt wörtlich „Ftraga Sheb Nigurepur“ und ist in einer Fantasiesprache gehalten, die augenscheinlich an den Cthulhu-Mythos von H. P. Lovecraft angelehnt ist und an die Beschwörungsformeln des Necronomicon erinnert.
War ist ein Fantasy-Text, der die letzten Gedanken eines sterbenden Kriegers beschreibt. Vikernes versuchte, das Thema des Lieds später als „odinistische[s] Konzept des Todes in der Schlacht“ umzudeuten. In Anbetracht früherer Interviews, in denen er ausschließlich auf J. R. R. Tolkien hinwies, ist dieser Erklärungsversuch zweifelhaft.
A Lost Forgotten Sad Spirit ist ein episches Stück über einen toten Jungen in einer Gruft. Dieser wartet darauf, aus der Grabstätte befreit zu werden, um verdammt als „verlorener, vergessener, trauriger Geist“ ewig herumspuken zu müssen.
My Journey to the Stars basiert auf einem Traum von Vikernes und beschreibt eine Astralreise. Aufgrund der rechtsextremistischen Gesinnung, die Vikernes offen zeigte, kann die Textzeile „War between races / A goal is reached“ (engl. ‚Krieg zwischen Rassen / Ein Ziel ist erreicht‘) als Hinweis auf selbige gedeutet werden. Im Kontext des Albums wurde sie allerdings ignoriert. Auch hier entstanden durch Aarseth Unregelmäßigkeiten: Die erste Zeile „I immaterialize“ (‚ich löse mich auf‘) wurde fälschlicherweise mit „I materialize“ (‚Ich materialisiere‘) angegeben, was den Sinn des Anfangs umdreht. Auch dieser Fehler wurde auf der Neuauflage nicht verbessert.

## Bedeutung und Rezeption
Während die auf Aarseth zurückgehende norwegische Szene um den Inner Circle insbesondere von der Mainstream-Presse, wie Rock Hard und Metal Hammer, kritisiert wurde, erlangten die Bands in einigen Fanzines Kultstatus, dies vor allem durch die Medienaufmerksamkeit, die der norwegischen Black-Metal-Szene nach den Kirchenbrandstiftungen zuteilwurde. Die Erstauflage des Albums (mit einer Kontaktadresse für Burzum und der von DSP, die Zweitauflage führt die Adressen von DSP und Voices of Wonder auf), die Vinyl-Version und besonders die Aske-EP sind gesuchte Raritäten. Vor dem eigentlichen Hype um den Black Metal entstanden Bands, deren Stil mit dem von Burzum verglichen wurde oder die Burzum als Inspiration nannten, wie Dawnfall und Martyrium aus Deutschland, Fleurety und Forgotten Woods aus Norwegen und Black Funeral aus den USA. Als kurz darauf die Öffentlichkeit auf das Ein-Mann-Projekt aufmerksam wurde, wurden zunächst Vikernes’ primitive Spielweise, die zahlreiche Spielfehler enthielt, und die schlechte Produktion hervorgehoben.
Von einigen Black-Metal-Vertretern, die sich nach dem Mord nicht auf der Seite von Aarseth positioniert hatten, wurde das musikalische Projekt Burzum schon fast kultisch verehrt; selbst Vertreter der Black-Metal-Szene, die heute gemeinhin als „Verräter“ dieses Stils gelten, wie die britischen Cradle of Filth, trugen Anfang der 1990er-Jahre Burzum-T-Shirts mit dem Aske-Motiv. Heute gilt das Album als Meilenstein des Genres, das schon recht früh alle Charakteristika der zweiten Welle verkörperte. Auch die rohe Produktion von Eirik Hundvin spielte eine große Rolle; dieser stieg in den 1990er-Jahren mit seinem Grieghallen-Studio zum bekanntesten Produzenten für norwegischen Black Metal auf. Die depressive Stimmung und die Schaffung einer einzigartigen Atmosphäre werden von den heutigen Kritikern hervorgehoben. Hierbei werden immer wieder die Innovationen, wie die Verwendung von ambient- und noise-artigen Stücken und die Primitivität als Stilprinzip genannt. Auch der (musikalische) Einfluss des Projekts wird unterstrichen, wobei sich meist explizit von der Ideologie und der Person Varg Vikernes distanziert wird.
Der Stil des Albums sollte außerdem verschiedene Black-Metal-Bands prägen, die ebenso depressive Atmosphären erzeugten. Die Synthesizer-Passagen waren zur damaligen Zeit selten, wurden aber schon bald auch von anderen Bands des Black Metals kopiert. Wegen der primitiven Liedstrukturen wurden die Lieder des Debüts und der EP gerne von anderen Bands gecovert. Mehrere Tributealben, die offiziell oder semioffiziell erschienen, zeigen noch heute den Einfluss dieses Albums. Insbesondere sogenannte NSBM-Bands übernahmen den Stil oder coverten Stücke des Debüts. Im deutschsprachigen Raum ist zudem Nargaroth, das Soloprojekt von René Wagner, zu nennen, der sich stilistisch unter anderem an Burzum orientierte, Black Spell of Destruction coverte und ein Lied mit dem Titel The Day Burzum Killed Mayhem veröffentlichte; Wagner behauptet jedoch von sich selbst, kein Burzum-Fan zu sein.